# Alianza Nacional Somalí
La Alianza Nacional Somalí es un partido político de Somalia formado por la alianza de cuatro partidos.
Estos partidos reunidos en Bardera (Región de Gedo) el 12 de agosto de 1992 acordaron una estructura conjunta y un programa común. Los partidos eran:
- Congreso de la Somalia Unificada, facción del general Muhammad Fara Hassan, alias Aydid.
- Facción del coronel Mohamed Nur Aliyou del Movimiento Democrático de Somalia.
- Movimiento Nacional Somalí del Sur.
- Facción del Coronel Jess del Movimiento Patriótico de Somalia.

La Alianza Nacional Somalí se organizó como un grupo político mientras las milicias de los cuatro grupos se unificaron estratégicamente en una organización militar denominada Ejército de Liberación Somalí.
La facción de Aydid fue conocida entre 1992 y 2001 como la Alianza Nacional Somalí, por la mínima significación de las otras tres facciones. La dirección de la organización, a la muerte de Aydid el 2 de agosto de 1996, la tomó su hijo Hussein Mohamed Farah Aydid el 4 de agosto de ese mismo año (1996).

## Ideología
La ideología de este movimiento no se puede entender, muchos al ver que la mayoría de las personas del partido, lo colocan como una junta militar o también como gobierno provisional, ya que como tal desde 1992 no hay un gobierno en funciones, pues ni siquiera ha habido elecciones para así decidir si puede haber un presidente formal en la región.
Pero la Alianza Nacional Somalí muchos analistas políticos la catalogan en el sincretismo político con ideas de nacionalismo, militarismo, islamismo y con ideologías incluso de la extrema derecha. Aunque a ciencia cierta no se puede saber aún en donde se puede posicionar.

## Anarquismo de Facto
Otros analistas políticos consideran que Somalia es un estado anarquista de facto, pues no existe la ley, por ende Somalia se considera un Estado fallido y el país con más corrupción en el mundo.
Otro analistas de ideologías libertarias, anarcocapitalistas y minarquistas están de acuerdo con catalogar a Somalia como un país con un sistema anarcocapitalista.

## Objetivos
La Alianza Nacional Somalí, aunque bien haya tratado de mejorar Somalia y haya tratado de poner un gobierno estable y un país con buena calidad de vida. Esto no se ha logrado por culpa de los piratas en Somalia, la delincuencia organizada, el Estado Islámico y el separatismo en Somalilandia y Puntlandia. Entre otros factores que no dejan que el país pueda crecer.
- Datos: Q1679059